# جيانفرانكو ليونتشيني
جيانفرانكو ليونتشيني (بالإيطالية: Gianfranco Leoncini)‏ (مواليد 25 سبتمبر 1939) هو لاعب كرة قدم. يلعب مع منتخب إيطاليا لكرة القدم. سبق له أن لعب في كأس العالم لكرة القدم مع منتخب بلاده.

## مسيرته الكروية
لعب جيانفرانكو ليونتشيني خلال مسيرته الاحترافية مع 3 أندية في ستة عشر موسمًا وسجل خلالها 23 هدفًا ضمن 411 مباراة. حيث فاز في ثلاثة مواسم بالكأس وفي ثلاثة مواسم بالدوري.
خاض جيانفرانكو ليونتشيني مسيرته مع نادي يوفنتوس في موسم 1958–59 ليلعب معه اثنا عشر موسمًا، مشاركًا في 289 مباراة سجل خلالها 22 هدفًا. ثم انتقل إلى نادي أتالانتا في موسم 1970–71 في المرة الأولى ولمدة موسمين ثم في موسم 1973–74 لمدة موسم واحد، حيث شارك طوالها في 94 مباراة سجل خلالها هدفًا واحدًا. لينتقل بعدها إلى نادي مانتوفا في موسم 1972–73 لمدة موسم واحد، مشاركًا في 28 مباراة ولم يسجل أي هدف.

## روابط خارجية
- جيانفرانكو ليونتشيني على موقع الاتحاد الدولي (مؤرشف)  (الإنجليزية)
- جيانفرانكو ليونتشيني على موقع قاعدة بيانات كرة القدم.إي يو (الإنجليزية)
- جيانفرانكو ليونتشيني على موقع ناشيونال فوتبول تيمز (الإنجليزية)
- جيانفرانكو ليونتشيني على موقع عالم كرة القدم.نت (الإنجليزية)